# دای دهقان (هزاره)
دای دهقان یکی از قبایل بزرگ هزاره می‌باشد که شاخه‌های قومی آن در ولسوالی‌های حصه اول و دوم بهسود ولایت میدان وردک،ولسوالی ناور ولایت غزنی و ولسوالی بهسود شرقی ولایت ننگرهار سکونت دارند.
شاخه دیگر قوم دای دهقان قوم مقصود هستند که در بهسود شرقی زندگی می‌کنند و بسیاری شان به اثر جبر زمان تغییر هویت داده اند و یا به دیگر جاها متواری شده اند. همچنان یک شاخه دای‌دهقان در غرب ولسوالی مرکز بهسود به نام قوم دهقان زندگی می‌کنند.

## زیرقبایل

### ولسوالی حصه اول بهسود
شاخه قومی دولت قولی، شاخه قومی چولی، شاخه قومی دولت مراد، شاخه قومی موشله، شاخه قومی ملا مراد، شاخه قومی جانم، شاخه قومی برغسان، شاخه قومی قول خویش، شاخه قومی خالق، شاخه قومی جرغی، شاخه قومی برجگی، شاخه قومی ابوالحسن و شاخه قومی آهنگران می‌باشند.

### ولسوالی مرکز بهسود
شاخه قومی قبتیستان، شاخه قومی راموز، شاخه قومی بهبود، شاخه قومی میر شادی، شاخه قومی خواجه حسن، شاخه قومی نوری، شاخه قومی شیر داد، شاخه قومی میر بچه، شاخه قومی دوست دار، شاخه قومی تیزک، شاخه قومی چوگدنه، شاخه قومی درویشان می‌باشند.

### ولسوالی ناور
شاخه قومی مومرک، شاخه قومی قره قول، شاخه قومی میزه، شاخه قومی درویش علی، شاخه قومی میر شادی بیگ، شاخه قومی بهبود، شاخه قومی میربچه، شاخه قومی خوردک زائی، شاخه قومی کلان زائی، شاخه قومی جمبود، شاخه قومی خان بیان، شاخه قومی خان بهادر، شاخه قومی مرک، شاخه قومی یرک، شاخه قومی چولی، شاخه قومی میر چهل کند، شاخه قومی بابه که، شاخه قومی علی دوست، شاخه قومی خوردی، شاخه قومی الله داد، شاخه
قومی عطا هستند.